# Desire (groupe)
Desire est un groupe de musique électronique canadien, originaire de Montréal, au Québec,.

## Biographie
Formé en 2009, le groupe se compose de la chanteuse Megan Louise, du producteur Johnny Jewel (également membre de Chromatics et Glass Candy) et Nat Walker (également membre de Chromatics) jouant du synthétiseur et de la batterie. Leur premier album studio, II, est publié le 30 juin 2009 sur le label Italians Do It Better. Les paroles de leurs chansons sont en français et en anglais.
Le magazine britannique Fact classe II comme 14e meilleur album de 2009. Toujours en 2009, la chanson Under Your Spell est utilisée à l'occasion du défilé de prêt-à-porter de la maison de mode italienne Max Mara puis dans les bandes originales des films Drive, de Nicolas Winding Refn, et Oslo, 31 août, tous deux sortis en 2011. La maison de haute couture française Christian Dior choisira également cette chanson pour son défilé printemps-été 2012.
En 2015, Desire enregistre la chanson Behind the Mask pour la bande originale du film Lost River.

## Discographie

### Singles
- If I Can't Hold You (2009)[9]
- Under Your Spell (2009)
- Tears from Heaven (2018)
- Bizarre Love Triangle (chanson de New Order, cover - 2020)[10]
- Escape (2020)
- Black Latex (2020)
- Liquid Dreams (2020)
- Boy (chanson de Book of Love, cover - 2020)
- Zeros (2021)
- Future Lights, avec Double Mixte (2021)
- Ghosts (2021)
- Haenim, ft. Ether (2021)
- Can't Get You Out of My Head, ft. Guy Gerber (chanson de Kylie Minogue, cover - 2022)
- 54321, ft. Omar-S (2022)
- Hard Times, ft. Omar-S (2023)
- Parisian Time, ft. Jimmy Whoo (2023)